# Lilla Liachvi
Lilla Liachvi, eller Patara Liachvi (georgiska: პატარა ლიახვი), är ett vattendrag i Georgien. Det ligger i den centrala delen av landet, 80 km nordväst om huvudstaden Tbilisi. Lilla Liachvi passerar genom Zonkarireservoaren och mynnar slutligen som vänsterbiflod till Stora Liachvi.